# Himmershoi
Himmershoi (dänisch: Himmershøj, teilweise auch Himmerigshoved) ist ein Ort der Gemeinde Wees im Kreis Schleswig-Flensburg, der hauptsächlich aus der gleichnamigen Straße Himmershoi besteht.

## Lage
Himmershoi liegt direkt an der Stadtgrenze von Flensburg. Das benachbarte Gebiet Blocksberg, gehört schon zur Stadt. Von der westlich gelegenen Stadt Flensburg ist Himmershoi zum einen über die mittlerweile verkehrsberuhigte Kauslunder Straße erreichbar und zum anderen über die Nordstraße (B 199) in Verbindung mit der Straße Am Bahnhof, die im Osten an die Straße Himmershoi anschließt. Die Gemeinde Wees ordnet die Straße Am Bahnhof sowie die angrenzenden östlich gelegenen Straßen heutzutage dem separaten Ortsteil Wees-Bahnhof zu. Auch von der Seite Wees-Bahnhof aus wurde Himmershoi mittlerweile verkehrsberuhigt.
Südöstlich von Himmershoi existieren verschiedene Erhebungen, von der eine Erhebung wohl über fünfzig Meter hoch ist.

## Geschichte
Über die Geschichte von Himmershoi ist nur wenig bekannt. Über Jahrhunderte befand sich bei Himmershoi das jungsteinzeitliche Großsteingrab von Wees, das bis zu seiner Zerstörung von einer frühen Besiedelung zeugte. Der Ortsname Himmershoi ist 1649 erstmals schriftlich dokumentiert. Der Bestandteil „Himmern-“ leitet sich vom dänischen „Himmerig“ (Himmelreich) ab (vgl. auch Himmern beziehungsweise Himmerig in der Gemeinde Harrislee), das früher als Flurname einen Wald bei Wees beschrieben hat. Im dänischen Sprachraum tritt der Name Himmerig öfter sowohl als Orts- und Flurname in Erscheinung. Der zweite Bestandteil „-hoi“ soll auf Dänisch „-hoved“ (angeldänisch hoi) für Haupt oder Vorsprung zurückgehen. Der Name beschreibt also einen Vorsprung (Haupt) bei(m Wald) Himmerig.
Himmershoi war und ist bis heute der westlichste Wohnplatz im Kirchspiel Munkbrarup. Himmershohi war früher ein Grenzort des Herzogtums Glücksburg sowie der Munkbrarupharde zur Husbyharde. Auf Karten von 1858 und 1863 war der Ort Himmershoi namentlich schon eingetragen. Auf der Karte der Preußischen Landesaufnahme um 1879 war der Ort ebenfalls namentlich genannt und bestand offensichtlich nur aus wenigen Gebäuden, möglicherweise lediglich aus einem einzelnen Hof. Irgendwann um 1900 wurde bei Himmershoi offenbar ein Haltepunkt der Flensburger Kreisbahn eingerichtet. Seit dem Jahr 1910 liegt der Wohnplatz Himmershoi an der Stadt- und Kreisgrenze (vgl. dort). Auf der aktualisierten Karte von 1926 war bei Himmershoi der erwähnte Haltepunkt sowie eine gewachsene Bebauung zu finden. Aus dem östlich angrenzende Bahnhofsgebiet entstand in den anschließenden Jahrzehnten der Ortsteil „Wees-Bahnhof“. Doch in den ersten Jahrzehnten wurden die dortigen Gebäude offensichtlich noch zu Himmershoi hinzugerechnet. 1970 wurden dem Ortsbereich Himmershoi daher offenbar noch 211 Einwohner zugerechnet. Obwohl die Gemeinde Wees mittlerweile zwischen Himmershoi und Wees-Bahnhof klar unterscheidet, wird auf einigen Ortskarten noch Himmershoi noch größer dargestellt. Im Jahr 2016 richtete im Übrigen der Landwirt Lukas Heinz in Himmershoi Nummer 15 (der höchsten Hausnummer der Straße Himmershoi, die direkt an der Stadtgrenze liegt), den Biohof Himmershoi ein. Der Landwirt bewirtschaftet seine acht Hektar Land nach Bioland-Richtlinien. Er hält Hühner, Schafe und Rinder. 2015 bis 2017 war offenbar eine weitere Bebauung der Südseite der Straße Himmershoi durch die Gemeinde Wees angedacht worden, die aber durch die vorhandene Grünzäsur verhindert wurde.